# Ogyris parsonsi
Ogyris parsonsi är en fjärilsart som beskrevs av Angel 1953. Ogyris parsonsi ingår i släktet Ogyris och familjen juvelvingar. Inga underarter finns listade i Catalogue of Life.